# 프롬 헬
《프롬 헬》(영어: From Hell)은 2001년 미국의 미스터리 공포 스릴러 영화로, 앨런 무어의 동명 그래픽 노블을 영화화하였다. 휴스 형제가 연출했고, 조니 뎁, 헤더 그레이엄, 이언 홈, 로비 콜트레인 등이 출연했다.

## 줄거리
1888년 런던, 매춘부 메리 켈리와 동료들은 힘겨운 하루하루를 보낸다. 과거 역시 매춘부였으며 이들의 친구인 앤 크룩은 부유한 화가 앨버트와 결혼하여 최근 딸 앨리스를 낳았지만 어느 날 납치당한다. 앤의 납치 사건을 시작으로 매춘부들은 연쇄 살인 사건에 휘말리게 된다. 살인마는 잭 더 리퍼라 불리며, 희생자들을 잔혹하게 살해하고 사후에 훼손한다.
수사에 나선 화이트채플 경찰서의 형사 프레데릭 애벌라인은 뛰어난 직관력과 예지몽에서 영감을 얻는다. 그는 2년 전 아내가 출산 중 사망해 슬픔에 잠겨 있으며 아편 중독에 시달린다. 애벌라인은 살인 방식이 해부학 지식을 갖춘 자의 소행임을 밝혀낸다. 앤은 뇌엽 절제술을 받은 상태로 구빈원에서 발견되고, 이는 그녀의 입을 막으려는 음모의 일환으로 암시된다.
애벌라인은 점차 메리와 사랑에 빠진다. 애벌라인은 화가 앨버트가 실은 빅토리아 여왕의 손자 앨버트라는 결론에 이르고, 메리는 함께 찾은 미술관에 걸린 왕실 초상화를 보며 이를 확인시켜 준다. 애벌라인이 왕실 주치의 윌리엄 걸을 찾아가 자문을 구하자 걸은 앨버트가 매독에 걸려 죽어가고 있음을 알려 준다.
애벌라인은 이것이 프리메이슨이 개입된 거대한 음모이며 다름 아닌 걸이 살인범임을 밝혀낸다. 걸은 앨버트가 사망할 시 앤이 낳은 적녀 앨리스가 적통 왕위 계승자로서 즉위하는 것을 막기 위해 앤과 앨버트가 비밀리에, 그러나 적법하게 성당에서 올린 결혼식에 증인으로 참석했던 매춘부들을 제거하라는 지시를 받은 것이다. 그러나 걸은 이제 프리메이슨이 섬기는 신조차 믿지 않으며 자신이 런던을 움직이는 힘이며 의미라고 믿는다.
프리메이슨은 애벌라인을 죽이려고 하는 한편 왕실을 추문로부터 보호하기 위해 통제불능이 된 걸에게 뇌엽 절제술을 실시한다. 애벌라인은 걸이 메리도 죽였다고 생각해 절망하지만 사실 걸은 다른 창녀를 메리로 착각해 대신 살해했고 애벌라인은 메리가 보낸 편지를 받고 그녀가 살아 있음을 알게 된다. 하지만 프리메이슨의 감시 때문에 메리를 찾아 나서지 않고 편지를 태운다. 애벌라인은 결국 아편 과다 복용으로 죽음을 맞이한다.
수년 후 메리가 앨리스를 입양하여 아일랜드 해안가에서 함께 살아가고 있는 모습으로 영화는 끝을 맺는다.

## 출연진
- 조니 뎁 - 프레더릭 애벌라인 역
- 헤더 그레이엄 - 메리 켈리 역
- 이언 홈 - 윌리엄 걸 경 역
- 로비 콜트레인 - 조지 고들리 경사 역
- 이언 리처드슨 - 찰스 워런 경 역
- 제이슨 플레밍 - 존 네틀리 역
- 서맨사 스파이로 - 마사 테이브럼 역
- 애너벨 앱시언 - 폴리 니컬스 역
- 캐트린 카틀리지 - 애니 채프먼 역
- 수전 린치 - 리즈 스트라이드 역
- 레슬리 샤프 - 케이트 에도스 역
- 에스텔 스코닉 - 에이다 역
- 폴 리스 - 페럴 의사 역
- 빈센트 프랭클린 - 조지 러스크 역
- 이언 맥니스 - 로버트 드러지 역
- 데이비드 쇼필드 - 매퀸 역
- 소피아 마일스 - 빅토리아 애벌라인 역
- 조애나 페이지 - 앤 크룩 역
- 마크 덱스터 - 앨버트 빅터 공자 역
- 앤서니 파커 - 조지프 메릭 역

## 기타 제작진
- 배역: 조이스 갤리, 샐리 오소바
- 미술: 마틴 차일즈
- 의상: 킴 배럿

## 같이 보기
- 지옥으로부터 편지
- 살인 지령 (1979년 영화)